# 德国农民党
德国农民党（德語：Deutsche Bauernpartei, DBP）是魏玛共和国时期的德国农本政党，存在于1928-33年间。20世纪20年代中后期，中产阶级试图通过建立自己的政党（包括基督教国家农民乡村人民党、城市地区的民权与通货紧缩帝国党和德国中产阶级帝国党）来维护自身的经济利益，农民党就是其中的一员。该党于1933年被纳粹取缔。